# Castillo de Bolea
El castillo de Bolea era una fortaleza de la época emiral situada en la localidad oscense de Bolea, capital del municipio de La Sotonera.

## Historia
El castillo de Bolea data época musulmana siendo su origen finales del siglo IX o principios del X. El moro Rasis describe Bolea como plaza fortificada en la primera mitad del siglo X y formaba parte de las defensas de la ciudad de Huesca frente a incursiones desde las montañas. Administrativamente se consideraba un Ḥiṣn del distrito que Huesca lideraba, sirviendo de refugio para la población rural de un tramo de frontera y defensa adelantada de la capital. El avance cristiano llevó a la reconquista de Loarre y Marcuello, convirtiendo a Bolea y Ayerbe en las últimas piezas defensivas de Huesca. El castillo de Bolea pasó a actuar como contrapeso musulmán al castillo cristiano Loarre, realizando funciones de vigilancia mutua.
Fue tomado por los ejércitos aragoneses en 1083 y posteriormente recuperado por los musulmanes en fecha indeterminada. La victoria cristiana en la batalla de Alcoraz en 1096 y la subsiguiente toma de Huesca dejó Bolea como un enclave musulmán en territorio cristiano, que sería la base de actividades militares para aliviar la presión contra Zaragoza. Con el fin de suprimir estas distracciones, la fortaleza fue objeto de un sitio y definitivamente reconquistada por el Reino de Aragón bajo Pedro I de Aragón en 1101. El castillo fue administrado como una tenencia conjunta con Loarre bajo Fortún López, hasta las reformas de Ramiro II de Aragón, que buscaba contrapesar las facciones nobiliarias. Desde entonces hubo una rápida sucesión de tenentes del castillo en función de las vicisitudes políticas del momento.
En los siglos siguientes el castillo fue reconvertido en la colegiata de Bolea y llevó una vida paralela a la localidad mientras iba perdiendo valor militar. Aun así su emplazamiento fortificado tuvo importancia en diversos eventos, como la revuelta nobiliaria contra Jaime I de Aragón en 1226. Un fuerte contingente noble (60-70 caballeros más tropas de apoyo) se cobijó en el castillo, abandonando el rey la idea de atacarlos en una posición fácil de defender. Para 1616 el castillo había desaparecido, de acuerdo al relato de Labaña. Sin embargo, la ubicación puede ser trazada a raíz de la odonimia: calle del castillo de la localidad, que conduce a las dos zonas altas de la población.

## Descripción
Los restos del castillo están integrados con la estructura de la colegiata. Parte de las antiguas murallas exteriores de la fortaleza sirven hoy como muro de contención de esta. El castillo en sí se encuentra en una altura superior, donde se aprecian las ruinas de una planta rectangular de piedra.

## El Apellido Bolea
Juan Bautista Labaña cartógrafo portugués al servicio de Felipe II visitó Aragón entre 1610 y 1611 con motivo de sus trabajos de cartografía que recogerá en su libro: 
Itinerario del Reino de Aragón. Visitó Bolea el 9 de diciembre de1610 y de allí nos dice que con motivo de la toma de Bolea por los cristianos. Unos miembros de la familia Torres fueron los primeros en alcanzar las almenas del castillo. Pasándose a llamar desde ese momento y en recuerdo de su hazaña Bolea.
Ese es el origen de un apellido muy común en la zona de Huesca.
Itinerario de Aragón Pág y 52. del documento y 69 del facsímil. en -Biblioteca Digital Hispánica.